# الإعاقة في غينيا بيساو
تشير الإعاقة في غينيا بيساو إلى القضايا والمواضيع المتعلقة بالأشخاص ذوي الإعاقة في البلاد.

## التاريخ
صادقت غينيا بيساو على اتفاقية حقوق الأشخاص ذوي الإعاقة في 24 سبتمبر 2014.

## الإحصاءات
اعتبارًا من عام 2021، كان هناك 11,584 شخصًا من غينيا بيساو يعانون من درجات متفاوتة من الإعاقة. وكانت منطقة أيو الأعلى من حيث عدد الحالات (2,172) ، بينما سجلت منطقة بولاما-بيجاوش العدد الأدنى (490). حوالي 16% من الأطفال الذين تتراوح أعمارهم بين 5 و 17 عامًا يعيشون مع نوع من أنواع الإعاقة. تم جمع البيانات وفقًا للمبادئ التي وضعها مجموعة واشنطن لإحصاءات الإعاقة. من بين الأشخاص ذوي الإعاقات المسجلة، 6206 (54%) من الذكور و 5378 (46%) من الإناث. بالإضافة إلى ذلك، توضح البيانات الإحصاءات حسب فئات الإعاقة، مثل الإعاقة البصرية، السمعية، والإعاقة الجسدية، الحركية، وغيرها.

## أنظر أيضا
- غينيا بيساو في الألعاب البارالمبية